# スウィート・ベイビー
「スウィート・ベイビー」（Sweet Baby）は、1979年3月21日にリリースされた、原田真二7作目のシングル。

## 解説
- ロサンゼルスで録音されたアルバム『natural high』の先行シングルとして発売。
- アルバムバージョンと比べると、アレンジは基本的には同じだが、アルバムの方がロングバージョンとなっている。
- 1991年発売『KINDNESS』で、アコースティックなアレンジによりセルフカバーしている。

## 収録曲
両曲　作詞・作曲・編曲：原田真二
1. スウィート・ベイビー (4分5秒)
2. 恋をブレンド ドレッシング （You will get something to feel like mine） (3分30秒)

## Musicians
★スウィート・ベイビー★
原田真二： ピアノ・クラビネット・オーバーハイム
Carlos Vega： ドラムス／Ritchie Zito： エレクトリックギター ／Bryan Garofalo： エレクトリックベース／natural highのアルバムカバーに示されているメンバーRally Klimas／ Ralf Rickert／ Sidney Muldrow／ doug wintz： 管楽器

## 収録アルバム
- 『natural high』（#1、#2）
- 『GOLDEN☆BEST 原田真二 OUR SONG〜彼の歌は君の歌〜』（#1、#2）